# Dyminek
Dyminek [pronunciación en polaco: /dɨˈminɛk/] es un pueblo en el distrito administrativo de Gmina Biały Bór, dentro del Distrito de Szczecinek, Voivodato de Pomerania Occidental, en el noroeste de Polonia. Se encuentra aproximadamente 14 kilómetros al sur de Biały Bór, 15 kilómetros al noreste de Szczecinek, y 157 kilómetros al este de la capital regional, Szczecin.
El pueblo tiene una población de 80 habitantes.